# Kuusamo
Kuusamo (finsko: [ˈkuːsɑmo]; Predloga:Lang-sme; Predloga:Lang-smn) je mesto in občina na Finskem. Je v Koillismaa, severovzhodnem delu regije Severna Ostrobotnija. Občina ima 15.019 prebivalcev (31. december 2023) in pokriva površino 5808,92 kvadratnih kilometrov, od tega je 830,81 km² vode. Gostota prebivalstva je 3,02 prebivalca na kvadratni kilometer.
Občina je enojezična finska.
Kuusamo je glavno središče zimskih športov in vsako leto sprejme približno milijon turistov. Eno največjih smučišč na Finskem, Ruka, je v Kuusamu. Ruka je tudi gostiteljica številnih mednarodnih tekmovanj v smučarskih skokih, teku na smučeh in nordijski kombinaciji. Svetovno prvenstvo v smučanju prostega sloga 2005 je potekalo v Kuusamu. Letališče Kuusamo je 6 kilometrov severovzhodno od središča mesta Kuusamo.

## Zgodovina

### Naselje Sami
Do 17. stoletja so na območju Kuusama živeli polnomadski Samiji. V hladni sezoni so živeli v vaseh Maanselkä in Kitka. Spomladi so se preselili k rekam, poleti, po taljenju ledu, k jezerom; tam so lovili ribe in nabirali jagode in gobe; jeseni so v gozdu lovili severne jelene, medvede in bobre. Samiji so se poleg ribolova in lova preživljali s trgovanjem s krznom s Finci, naseljenimi na obali Botniškega zaliva, in Karelijci na obali Belega morja.
Kot naselje Sami je območje takrat pripadalo Kuusamo Kemi-Lappmark. Nominalno je pripadal ozemlju švedske province Västerbotten, vendar je bila švedska oblast omejena na pobiranje davkov. Istočasno je Rusija pobirala davke na ozemlju, za katerega je menila, da je brez države.

### Švedska dominacija
Od 15. stoletja so finski ribiči izkoriščali tudi ribolovna območja v spodnjem toku reke Iijoki pri Kuusamu. Iz Kuusama so hodili na redna nekajtedenska potovanja, a ker zemlja ni mogla zagotoviti sena za živino razen ob reki, niso ustanovili stalnih naselbin. Šele ko je leta 1673 švedska vlada vsem naseljencem na Laponskem odobrila oprostitev davka za 15 let, so se naseljenci iz Sava in Kainuua naselili v Kuusamu. Ukvarjali so se s požigalništvom kot obliko premikajoče se kultivacije. To je ogrozilo način lovskega življenja Samijev. V nekaj desetletjih so finski naseljenci asimilirali ali izrinili Samije. Do leta 1718 sta bili v Kuusamu le dve družini Sámi, ki sta že sprejeli finski jezik.
Prva župnija v Kuusamu je bila ustanovljena leta 1685. Leta 1687 je bila zgrajena začasna kapela, leta 1695 prva cerkev. Od konca 17. stoletja se je območje okoli jezera Kuusamojärvi začelo imenovati Kuusamo. Natančna etimologija imena ni jasna, vendar je ena možna izpeljava iz Samijske besede za 'smrekov gozd'.
Švedsko-ruska meja je bila že umaknjena vzhodno od Kuusama v pogodbi iz Teusine leta 1595, vendar je bila dolga in luknjasta. Z nenehnim dotokom novih naseljencev je Kuusamo v 18. stoletju vztrajno rasel. Poljedelstvo, govedoreja in reja severnih jelenov so nadomestili nomadsko poljedelstvo. Kuusamo je imel okoli leta 1770 približno 2000 prebivalcev. Leta 1775 je bil Kuusamo odstranjen iz Lappmarka in dodan novoustanovljeni provinci Oulu. Ker se je število prebivalcev povečalo, so med letoma 1797 in 1804 zgradili novo, večjo cerkev. Do začetka 19. stoletja je število prebivalcev doseglo 3000 prebivalcev, lakota leta 1803 in epidemija črnih koz naslednje leto pa sta ponovno zmanjšali število prebivalcev.

### Ruska prevlada
Leta 1809 je Kuusamo, tako kot ostala Finska, prešel pod rusko oblast. V prvi polovici 19. stoletja so območje večkrat prizadele uničujoča lakota in epidemije. Kuusamu je prizanesel katastrofalen izpad pridelka leta 1867, njegovo prebivalstvo pa je nato vztrajno raslo. Do leta 1886 je mesto naseljevalo 7000 ljudi; do leta 1894 je to število naraslo na 8000. S pojavom gozdarstva ob koncu 19. stoletja so se na območje preselili delavci, tako da je Kuusamo do leta 1910 dosegel 10.500 prebivalcev. Leta 1868 je v finski upravni reformi župnija Kuusamo postal občina.

### Od osamosvojitve
Po osamosvojitvi Finske leta 1917 je bila ruska meja zaprta in tako je bil Kuusamo odrezan od zaledja. Gozdarski sektor je trpel, ker lesa ni bilo mogoče splaviti iz Kuusama v pristanišča v Belem morju. Celo gospodarstvo severnih jelenov je trpelo, saj so nekatere črede ostale na ruski strani meje. Zato se je med vojnama kmetijstvo razvilo kot najpomembnejši del gospodarstva. Do leta 1925 se je število prebivalcev povečalo na 14.634, vendar je naslednje leto padlo za približno 2000 zaradi ločitve vasi in Posio Suolijarvi Kuusamo.
Na začetku zimske vojne so Kuusamo decembra 1939 evakuirali zaradi strahu pred sovjetsko invazijo. V moskovski mirovni pogodbi se je zimska vojna končala 14. marca 1940, Finska pa je Sovjetski zvezi izgubila velike dele Karelije, vzhodni območji Salle in Kuusama. Odstopljeni del Kuusama je imel površino 1653 kvadratnih kilometrov in je vključeval vasi Paanajärvi, Tavajärvi, Vatajärvi, Enojärvi, Pukari in Kenttikylä. Njegovih 2100 prebivalcev je bilo preseljenih v druge dele Kuusama. Med nadaljevalno vojno 1941-1944 so Kuusamo uporabljali kot oskrbovalno skladišče nemških in finskih čet. Ko je kazalo, da bi lahko Nemčija izgubila vojno, se je Finska na skrivaj pogajala o ločenem miru s Sovjetsko zvezo. Po novici o premirju je civilno prebivalstvo ponovno zapustilo mesto zaradi strahu pred rusko okupacijo. Rusi so za kratek čas zasedli Kuusamo in ob odhodu vas požgali do tal. Ena od zahtev pogodbe je bila odstranitev vseh nemških čet, ki so trenutno na finskih tleh, kar je preraslo v manjšo ločeno vojno, splošno znano kot laponska vojna med Finci in Nemci.
V letih med 1945 in 1952 je bil Kuusamo obnovljen. Do poznih 1960-ih je število prebivalcev naraslo na skoraj 21.000. Ker kmetijstvo v vasi ni moglo ponuditi dovolj delovnih mest za generacijo baby boom, je prebivalstvo začelo hitro upadati. Leta 1954 je bila zgrajena prva smučarska proga na Rukatunturi. S širitvijo smučarskega centra Ruka je Kuusamo postal turistično središče. Leta 2000 je občina Kuusamo postala mesto.

## Geografija
Kuusamo leži na vzhodu Finske v regiji Severna Ostrobotnija na meji z Rusijo. Mesto Kuusamo je le majhen del občine. Sosednje občine Kuusamo so Suomussalmi na jugu, Taivalkoski in Posio na zahodu, Salla na severu in Rusija na vzhodu. Najbližja večja mesta so Rovaniemi, 192 kilometrov severozahodno, Oulu 215 km jugozahodno in Kajaani 247 km južno. Oddaljenost od glavnega mesta Helsinki je 796 km.
Kuusamo pokriva površino 5808,92 kvadratnih kilometrov, od tega je 830,81 km² vode. Središče skupnosti Kuusamo, kjer živita skoraj dve tretjini prebivalstva, je le majhen del ozemlja. Preostali del občine sestavljajo redko poseljena, večinoma gozdnata območja. Zato je gostota prebivalstva Kuusama le 3,02 prebivalca na kvadratni kilometer. Poleg mesta so vasi še Alakitka, Heikkilä, Hiltunen, Irni, Jokilampi, Kallunki, Kantokylä, Kemilä, Kero, Kesäniemi, Kiitämäjärvi, Koskenkylä, Kuolio, Kurvinen, Kärpänkylä, Käylä, Lämsänkylä, Maaselänkylä, Murtovaara, Poussu, Puutteenkyl ä, Rukajärvi , Määttälänvaara, Soivio, Suorajärvi, Tammela, Teeriranta, Törmäsenvaara, Vasaraperä, Virrankylä, Vuotunki, Lehto in Kiviperä.

### Pokrajina in narava
Mesto leži na približno 250 metrov visoki planoti, s katere vode odtekajo v petih smereh. Na območju Kuusama je veliko hribov (fin. vaara) in klancev (fin. tunturi). Najvišje vzpetine so Valtavaara (492 m), Kuntivaara (481 m), Iivaara (469 m) in Rukatunturi (492 m), kjer je smučarski center Ruka.
Devetdeset odstotkov kopnega je gozdnatega. Gozd sestoji predvsem iz borovcev (70 %) z nekaj smreke (20 %) in listavcev (10 %). 801 km² ali 14 % površine Kuusama pokriva voda. Največja od 166 jezer na tem območju so Joukamojärvi, Kiitämä, Kitka, Kurkijärvi, Kuusamojärvi, Muojärvi in Suininki. Reke na tem območju so Oulankajoki, Kitkajoki, Kuusinkijoki in Pistojoki, ki tečejo proti vzhodu v Belo morje in Iijoki proti zahodu v Botniški zaliv.
270 km² območje narodnega parka Oulanka si delita severni Kuusamo in sosednja občina Salla. V pokrajini prevladujejo borovi gozdovi, reka Oulankajoki in njeni stranski rokavi s peščenimi brežinami in brzicami, v severnem delu pa obsežna močvirja. V divjini živi 30 vrst sesalcev in 120 vrst ptic, vključno različne ujede, tudi belorepec. Volkovi in risi so redki. Brzice v Oulankajoki so Kiutaköngäs, Taivalköngäs, Jyrävä, Niskakoski in Myllykoski. Blizu južne meje s Suomussalmijem je kanjonsko jezero Julma Ölkky s pečinami, visokimi do 50 m.
Po podatkih IQAir je kakovost zraka v Kuusamu najčistejša na svetu; majhnih delcev je v zraku le 0,2 μg/m³.

### Podnebje
Povprečna letna temperatura je 0,7 °C, letna količina padavin 643 milimetrov. Najtoplejši mesec je julij s povprečno temperaturo +15,0 °C, najhladnejši januar z −11,5 °C. Najhladnejša izmerjena temperatura je bila –48 °C v Kiutaköngäsu. Kuusamo je eno najbolj zasneženih območij na Finskem: tla so s snegom pokrita približno 200 dni na leto, od konca oktobra do sredine maja, z globino 80–90 centimetrov.
Središče Kuusama je približno 60 km južno od arktičnega kroga, zato imata polarni dan in noč pomembno vlogo. Od 14. do 29. junija je Kuusamo polnočno sonce.

## Gospodarstvo
Glavne gospodarske dejavnosti v Kuusamu so gozdarstvo, reja severnih jelenov, mala industrija in turizem. Stopnja brezposelnosti, ki znaša 16,2 % (2003), je relativno visoka.
Leta 2002 je bilo v Kuusamu 248 kmetij. Glede na podnebne razmere imata proizvodnja mleka in mesa pomembno vlogo, vključno z mesom severnih jelenov približno 10.000 napol udomačenih severnih jelenov, ki se sprehajajo po pašnikih v Kuusamu. Tudi v gozdarstvu in lesnopredelovalni industriji je zaposlenih več kot 1000 ljudi.

### Turizem
Okrog milijon turistov letno obišče Kuusamo.<ref name="Taskutieto">Kuusamo Taskutieto (Info-Broschüre der Stadt Kuusamo) »Archived copy«. Arhivirano iz prvotnega spletišča dne 27. septembra 2007. Pridobljeno 12. januarja 2009.{{navedi splet}}:  Vzdrževanje CS1: arhivirana kopija kot naslov (povezava)(finn.)</ref V letu 2002 je bilo zabeleženih 291.222 prenočitev, od tega 17 % tujih gostov. V Kuusamu je približno 6000 koč (mökki), kar je več kot katera koli druga občina na Finskem.
Smučarsko središče Ruka, središče katerega je 492 metrov visok Rukatunturi, je eno največjih na Finskem s skupno 16.000 posteljami, štirimi hoteli in 28 restavracijami. Dejavnosti vključujejo smučanje, ture z motornimi sanmi ter izlete z vpregami s severnimi jeleni in pasjimi vpregami. Ruka ima koristi od dolge snežne sezone, od sredine oktobra do sredine junija.
Poleti je Kuusamo priljubljena destinacija v divjini za ribolov, kajakaštvo in pohodništvo. Najbolj znana pohodniška pot (pa tudi najbolj priljubljena na Finskem) je Medvedji prstan (Karhunkierros), ki poteka 80 km , večinoma v narodnem parku Oulanka.